# Omar Resende Peres Filho
Omar Resende Peres Filho (Leopoldina, 23 de julho de 1957) é um empresário e ex-político brasileiro.
Filho de Maria Amália Tomé Peres Hofmann e Omar Resende Peres, tem duas filhas: Maria Clara  do seu primeiro casamento e Maria Eduarda.  Em 2000, recebeu a Medalha Tiradentes da ALERJ.

## Biografia

### Formação acadêmica
Fluente em quatro idiomas (Português, Inglês, Francês e Espanhol), tornou-se Bacharel em Administração Bancária – American Institute of Bank, possuindo Mestrado em Crédito Bancário – Universidade de Nova York; além de um Curso Bás
ico de Sociologia – Universidade de Lyon.
Conferencista em diversos seminários no Brasil e no exterior. Omar Resende Peres Filho recebeu em 03/07/2000 o prêmio "Destaque In Petróleo 99”, juntamente com o então Ministro de Estado das Minas e Energia,Rodolpho Tourinho,o então Presidente da Petrobrás,Henri Philipe Reichstul e o então Secretário de Energia e Indústria Naval e Petróleo do Estado do Rio de Janeiro, Wagner Victer.
Publicou cerca de 30 títulos em língua portuguesa e inglesa.
Foi secretário de Estado de Indústria e Comércio de Minas Gerais durante o governo de Itamar Franco.

### Como empresário
Como empresário, desenvolveu empreendimentos ligados à indústria naval e transportes aquaviários, dando ênfase às atividades ligadas à área comercial e industrial, através da promoção de parcerias com empresas estrangeiras. Operou também no ramo de hotelaria, alimentação, entretenimento, comunicação, finanças, esportes e agropecuária.
Entre os cargos ocupados em sua vida, estão:
- Presidente do Grupo Companhia Comércio e Navegação Estaleiro Mauá/Niterói;[1]
- Presidente da SEAPAR Navegação Marítima Ltda.;[1]
- Presidente do Sindicato Nacional da Indústria da Construção Naval – SINAVAL.[1]
- Presidente do Conselho de Administração do Grupo OPcom[1]
- Presidente da Companhia de Navegação Marítima Netumar;[1]
- Conselheiro Administrativo da Avianca Brasil[1]
- Presidente do Conselho Administrativo da Panorama Entretenimento[1]
- Presidente do Conselho da Pan Esportes[1]
- Sócio-diretor-editor da Editora Panorama Ltda[1]

Na cidade de Juiz de Fora, foi um dos proprietários da TV Panorama, afiliada da Rede Globo. Também publicou os jornais JF Hoje e  Panorama dirigiu a Rádio Panorama FM e a empresa de eventos Panshow.
Em outubro de 2017 após muitos meses de negociação e imbróglios, sublicenciou a marca Jornal do Brasil do empresario Nelson Tanure que licenciou da família Nascimento Brito em 2001 e extinguiu o Jornal do Brasil impresso em 31/08/2010. Catito promete relançá-lo na modalidade impresso no mês de dezembro de 2017.

### Na política
- Candidato derrotado à Câmara dos Deputados (1994)[carece de fontes?] e ao Senado (2006), pelo PDT;[7]
- Candidato derrotado em 2008,  à Prefeitura de Juiz de Fora, pelo Partido Verde;[7]
- Candidato derrotado à Câmara dos Deputados (2010), pelo Partido Social Liberal.[7]